# Груде
Груде (на босненски: Grude) е град и община в Босна и Херцеговина в състава на Западнохерцеговски кантон от Федерация Босна и Херцеговина.
Намира се в географско-историческата област Херцеговина. Населението на община Груде е 15 976 души, а само на града е около 3528 жители, почти 100% от които са етнически хървати.